# Moti Musadilal
Moti Musadilal (...) è un allenatore di calcio figiano.

## Carriera
Ha allenato la Nazionale di calcio delle Figi nel 1979.